# Panonsko more
Panonsko more naziv je za morsku površinu koja je u dalekoj povijesti prekrivala dio Europe i veliki dio današnje Panonske nizine.

## Geologija
Prije oko 66 milijuna godina ocean Tetis prekrivao je dio Europe i Sredozemnog mora. Dramatične promjene se događaju prije između 24 i 20 milijuna godina kad se zbog jakih tektonskih pomicanja i poremećaja izdižu masivi kao što su Alpe, Dinaridi i Karpati. Dotadašnji jezerski sustavi koji su se nalazili u sadašnjem Panonskom bazenu bivaju prekriveni morskom vodom. To more se zvalo Paratetis, odnosno Panonsko more.
Potvrde o slatkoj vodi su sedimenitni konglomerati,  pješčenjaci, lapori i vapnenci u kojima su nađeni slatkovodni fosili školjaka kongerija, mali ostrakodi i listovi kopnenih biljaka. More je u ostacima pješčenjaka ostavio ramenonošca Terebratural-a i glavonošca Aturia, dok su u laporima nađene foraminifere.
U badenu kada postoji plitko i toplo more, rasli su koraljni grebeni i crvene alge Lithothamnium,  a u području jakih valova živjeli su školjkaši debelih ljuštura poput Pectena, Ostrea i Chlamys, i veliki ježinci Clypeaster koje možemo naći u biogenom krečnom sedimentu litavcu, koji se kao građevinski materijal vadio u srednjem vijeku. U dubljem su moru živjeli školjkaši tankih nježnih ljuštura kao Amussium denudatum i Solenomya doderleini.
Prije oko 13 milijuna godina u sarmatskom razdoblju Paratethys gubi vezu sa Sredozemnim morem, nastaje Panonsko uzemno more, čiji salinitet se postupno smanjuje, pa u tome oslađenom moru žive pojedine školjke i puževi koji su se uspjeli prilagoditi na bočatu vodu, ali žive još uvijek ribe, kitovi i drugi morski organizmi. U vapnenim laporima najdonjeg sarmata nađen je pužić Mohrensternia inflata, zatim ima listićavog lapora "tripolo nastalog taloženjem planktonskih algi kremenjašica Diatomeaea, pa lapora sa školjkom Ervilia dissita. Ima i pješčenjaka sa školjkašem Cardium gleichenbergense, te Cardium politoanei.
U razdoblju panona prije oko 11 do 8 milijuna godina Panonsko more i dalje postupno gubi salinitet, pa se s oslađivanjem gube i sarmatske vrste, a pojavljuju su se nove vrste. Tako u najdonjem panonu dolaze u bijelim vapnenim laporima puževi Limnaea extensa, Gyraulus praeponticus, te Radix croatica, prema kojemu su te naslage nazvane "Croatica naslage".
Pont obuhvaća vremensko razdoblje od prije 8 do 5 milijuna godina. More se raspalo na manje oslađene do slatkovodne bazene, odnosno jezera, u kojima je živjela endemična fauna školjkaša, puževa i ostrakoda. U laporima i pješčenjacima česti su školjkaši Paradacna abichi i Paradacna lenzi. U mlađem dijelu nađeni su sljedeći fosili: Velencienius reussi, Pteradacna pterophora, Congeria digitifera.
Uz obale jezera šetali su tada srodnci praslonova dinoteriji, hraneći se lišćem drveća. O tome svjedoči zub praslona, kojeg je nakon uginuća životinje možda potok donio u jezerski mulj. Pripadao je vrsti Dinotherium giganteum.
Nakon toga razdoblja pretpostavlja se da je konačno nastalo kopno. Nema dokazane jezerske sedimentacije kao ni karakterističnih fosila iz razdoblja Pliocena.
Kvartarno razdoblje traje od 2 milijuna godina do danas. Taloženi su šljunci, gline i pijesci, ali više ne u moru ili jezeru nego kao potočni i riječni ili barski nanosi.
Danas imamo ostatke Panonskog mora koji nam govore o tom razdoblju davne prošlosti Zemlje ali nam donose i znanstvene podatke o mnogobrojnim promjenama koje su se događale u prošlosti. Samo neki od tih ostataka su Blatno jezero u Mađarskoj (mađ. Balaton), Đerdapska Klisura na Dunavu, Sovsko jezero na Dilju, Crno more, Aralsko jezero, Bizovačke toplice, nalazišta nafte u Hrvatskoj i Rumunjskoj (Đeletovci), Naslage soli u Tuzli i još mnogi drugi lokaliteti.
Najveći od dokaza svakako je Crno more u koje se tektonskim poremećajem nakrivljenjem ploče ulijevaju sve velike rijeke Europe. npr. Volga, Don, Dnjepar, Dnjestar, Bug i Dunav. Zbog tako velikog priljeva slatke vode Crno more najmanjeg je saliniteta na zemlji.